# Alekseev
Alekseev, właśc. Mykyta Wołodymyrowycz Aleksiejew (ukr. Микита Володимирович Алєксєєв; ur. 18 maja 1993 w Kijowie) – ukraiński piosenkarz i autor tekstów. Reprezentant Białorusi w 63. Konkursie Piosenki Eurowizji (2018).

## Młodość
Jest synem lekarzy. Został wychowany tylko przez matkę, a ojciec opuścił rodzinę jeszcze przed narodzinami syna. Alekseev wyznał w wywiadzie dla magazynu „Viva!”, że „ojciec nie chciał dziecka, zachęcał matkę, by poddała się aborcji”. Ma dwóch przyrodnich braci ze strony ojca. W wieku trzech lat przeprowadził się do ciotki mieszkającej w Hiszpanii, gdzie spędził osiem miesięcy, po czym wrócił do matki.
Przed rozpoczęciem profesjonalnej kariery muzycznej pracował jako sprzedawca anten satelitarnych, barman w jednym z ukraińskich supermarketów oraz jako doradca kredytowy w call center dwóch lokalnych banków. Należał do piłkarskiej drużyny Maestro.
Ukończył naukę w specjalistycznej szkole nr 106 w Kijowie. Ukończył studia z marketingu, studiował też na Kijowskim Narodowym Uniwersytecie Kultury i Sztuk Pięknych.

## Kariera muzyczna
W wieku 12 lat zaczął uczyć się śpiewu u Konstantina Pony. Mając 13 lat, ubiegał się o reprezentowanie Białorusi w 3. Konkursie Piosenki Eurowizji dla Dzieci, jednak nie zakwalifikował się do finału krajowych eliminacji. W tym czasie założył zespół muzyczny Mowa. 
W 2014 wziął udział w przesłuchaniach do czwartej edycji programu Hołos Krajiny. Pomyślnie przeszedł przesłuchania w ciemno, trafiając do drużyny Ani Lorak. Odpadł na etapie „Nokautów”, nie kwalifikując się do programów emitowanych na żywo. Po udziale w programie kontynuował współpracę z Ani Lorak, która pomogła mu w realizacji teledysku do debiutanckiego singla „Wsio uspiet’”. Jakiś czas później nagrał cover utworu Iryny Biłyk „A ja pływu”, do którego zrealizował teledysk. Piosenkarka zaprosiła go do wspólnego występu na jednym z koncertów. 

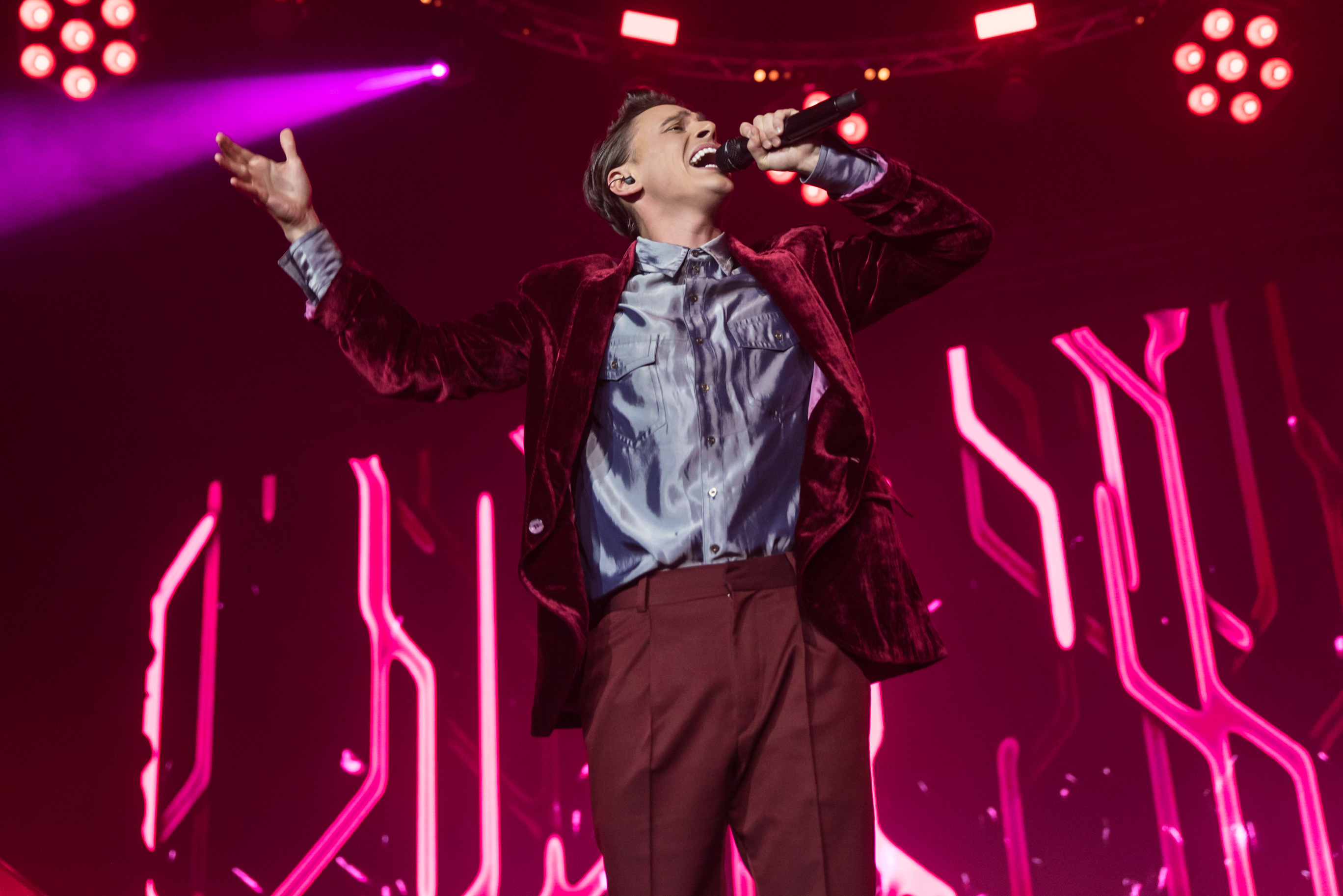
Alekseev podczas występu na Big Love Show 2018 na stadionie „Olimpijskij” w Moskwie, luty 2018

W grudniu 2016 wydał swój debiutancki album studyjny, zatytułowany Pjanoje sołnce (ros. Пьяное солнце), za który otrzymał nagrodę „Yuna”. Tytułowy singiel zdobył status platyny za sprzedaż w serwisie internetowym iTunes. W czerwcu wystąpił jako gość muzyczny na gali finałowej wyborów Miss Ukraine Universe 2016, a także otrzymał nagrodę za „najlepszy debiut roku” na rosyjskiej gali Muz–TV oraz został „przełomowym artystą roku” na ceremonii rozdania ukraińskich nagród M1 Music. 20 stycznia 2017 wydał album pt. Pjanoje sołnce – remixes, zawierający zremiksowane wersje utworów z debiutanckiej płyty. 14 lutego wyruszył w ogólnokrajową trasę koncertową. 25 lutego wydał EP-kę pt. Dierżi, na której znalazł się m.in. singiel „Wsio uspiet” z 2014.
10 listopada 2017 wydał singiel „Nawsiegda”. 10 stycznia 2018 zaprezentował anglojęzyczną wersję utworu, „Forever”, z którą zgłosił się do białoruskich eliminacji eurowizyjnych. Pomyślnie przeszedł przez eliminacje i dostał się do finału, rozgrywanego 16 lutego. Zajął w nim pierwsze miejsce po zdobyciu maksymalnej liczby 24 punktów w głosowaniu jurorów i telewidzów, dzięki czemu został wybrany reprezentantem Białorusi w 63. Konkursie Piosenki Eurowizji organizowanym w Lizbonie. 8 maja wystąpił jako ósmy w kolejności w pierwszym półfinale konkursu i zajął 16. miejsce z dorobkiem 65 punktów, przez co nie awansował do finału. Piosenka „Nawsiegda” promowała jego drugi album studyjny pt.  Moja zwiozda, który wydał cyfrowo 23 maja 2019.

## Dyskografia
Albumy studyjne
- Pjanoje sołnce (2015)
- Moja zwiozda (2019)

Minialbumy (EP)
- Dierżi (2017)

Albumy z remiksami
- Pjanoje sołnce – Remixes (2017)